# Спуфинг
Спуфинг, спуфинг-атака (англ. spoofing — подмена), в контексте сетевой безопасности — ситуация, в которой один человек или программа успешно маскируется под другую путём фальсификации данных и позволяет получить незаконные преимущества над системой.

## Спуфинг и TCP/IP
Многие из протоколов в TCP/IP не обеспечивают механизмов для аутентификации источника или назначения сообщения. Таким образом, они уязвимы для спуфинга, если только приложениями не будут приняты дополнительные меры предосторожности (SSL)[какие?] для идентификации отправителя и получателя. IP-спуфинг и ARP-спуфинг, в частности, могут использоваться для атак «человек посередине» на хосты в компьютерной сети. Защита от спуфинг-атак может быть усилена использованием брандмауэров, способных к глубокому анализу пакетов, а также принятием мер по проверке личности отправителя или получателя сообщения.

## Спуфинг источника отсылки
Некоторые веб-сайты, особенно платные, порнографического содержания, разрешают доступ к своим материалам только от определённых, утверждённых (логин-) страниц. Это предусмотрено проверкой заголовка HTTP referer. Этот заголовок, однако, может быть изменен («Referer spoofing» или «Ref-tar spoofing»), что позволяет пользователям получить несанкционированный доступ к материалам.

## «Отравление» файлообменных сетей
Спуфинг может также использоваться правообладателями для размещения искажённых версий своих работ в файлообменных сетях, чтобы препятствовать загрузке из этих источников.

## Спуфинг звонящего
В телефонных сетях общего пользования можно узнать, кто вам звонит, глядя на информацию о вызывающем абоненте, которая передается с вызовом. Есть технологии, которые передают эту информацию на стационарные телефоны, на мобильные телефоны, а также с VoIP. В настоящее время появились технологии (особенно связанные с VoIP), которые позволяют абонентам передавать ложный идентификатор и представлять ложные имена и номера, которые, конечно, могут быть использованы в недобросовестных целях. Эти ложные идентификаторы вызывающего абонента могут быть переданы на любой телефон на планете, что делает всю информацию Caller ID теперь неактуальной. Благодаря распределённой географической природе Интернета VoIP-звонки могут быть сделаны в стране, отличной от приёмника, что влечёт за собой трудности работы какой-то правовой основы для контроля тех, кто будет использовать фальшивые удостоверения личности при звонках в недобросовестных целях.

## Спуфинг голосовой почты
Технология спуфинга позволяет кому-либо сделать так, что вызываемый абонент будет считать, что ему звонит ваш телефон, в то время как на самом деле это звонит мошенник. Использование этой технологии в недобросовестных целей является незаконным.
В целях предотвращения несанкционированного доступа к голосовой почте в целях мошеннической деятельности, таких как подмена ID звонящего, вы должны использовать голосовую почту, защищённую сильным паролем, устанавливаемым при настройке учётной записи. В противном случае, сообщения вашей голосовой почты могут быть уязвимы для несанкционированного доступа с помощью спуфинга.

## Спуфинг адреса электронной почты
Информацию об отправителе, показанную в электронной почте (поле «От»), можно легко подделать. Этот метод обычно используется спамерами, чтобы скрыть происхождение своей электронной почты и приводит к таким проблемам, как возвращённые письма (то есть спама в электронной почте обратного рассеивания).
В спуфинге подмену адреса электронной почты выполняют, используя обычную почту. До тех пор, пока набор символов соответствует протоколу, протокол SMTP отправит сообщение. Это может быть сделано через использование почтового сервера с telnet.

## GPS/GNSS-спуфинг
Спуфинг-атака на глобальные системы спутниковой навигации (ГНСС, GPS) — атака, которая пытается обмануть GPS-приёмник, широковещательно передавая немного более мощный сигнал, чем полученный от спутников GPS, такой, чтобы быть похожим на ряд нормальных сигналов GPS. Эти имитирующие сигналы изменены таким способом, чтобы заставить получателя неверно определять своё местоположение, считая его таким, какое отправит атакующий. Поскольку системы GPS работают, измеряя время, которое требуется для сигнала, чтобы дойти от спутника до получателя, успешный спуфинг требует, чтобы атакующий точно знал, где его цель — так, чтобы имитирующий сигнал мог быть структурирован с надлежащими задержками сигнала.
Атака спуфинга GPS начинается, широковещательно передавая немного более мощный сигнал, который указывает корректную позицию, и затем медленно отклоняется далеко к позиции, заданной атакующим, потому что слишком быстрое перемещение повлечёт за собой потерю сигнальной блокировки, и в этой точке spoofer станет работать только как передатчик помех. Одна из версий захвата американского беспилотника Lockheed RQ 170 в северо-восточном Иране в декабре 2011 - это результат такой атаки. Spoofing GPS был предсказан и обсуждён в сообществе GPS ранее, но подтвержденных примеров такой вредоносной атаки спуфинга ещё не известно.
29 июля 2013 студентам из университета Остина, Техас, удалось отклонить от курса 213-футовую яхту с помощью метода GPS-спуфинга.
В ноябре 2016 появилась информация о том, что Федеральная служба охраны использует оборудование, имитирующее сигналы спутника GPS на частоте L1. Действительная локация подменяется координатами аэропорта «Внуково», что, вероятно, связано с опасениями использования гражданских дронов вблизи правительственных зданий. В 2019 году общественные организации показали активное использование спуфинга Федеральной службой охраны при поездках VIP и в зонах военных действий.